# Голямо-Чочовени
Голямо-Чочовени (болг. Голямо Чочовени) — село в Болгарии. Находится в Сливенской области, входит в общину Сливен. Население составляет 189 человека.

## Политическая ситуация
В местном кметстве Голямо-Чочовени должность кмета исполняет Янко Узунов (Болгарская социалистическая партия).
Кмет (мэр) общины Сливен — Стефан Радев (ГЕРБ).